# Брылин, Сергей Владимирович
Серге́й Влади́мирович Бры́лин (род. 13 января 1974, Москва) — советский и российский хоккеист, игравший на позиции центрального нападающего и считавшийся[кем?] игроком линии атаки оборонительного плана. Воспитанник московского ЦСКА, вместе с которым становился серебряным призёром чемпионата СНГ 1992. C 1994 года и на протяжении 13 сезонов играл в клубе Национальной хоккейной лиги «Нью-Джерси Девилз», став трёхкратным обладателем Кубка Стэнли (1995, 2000 и 2003). В 2024 году включён в Зал славы клуба.
Выступал за национальную, молодёжную и юниорскую сборные России. В 2007 году стал бронзовым призёром чемпионата мира, который проводился в России. Выигрывал бронзовые медали молодёжного чемпионата мира (1994) и юношеского чемпионата Европы (1992). Заслуженный мастер спорта России (2003).

## Карьера
Воспитанник московского ЦСКА. Первым тренером нападающего являлся Юрий Чабарин. В 17 лет дебютировал за основную команду, которую тренировал Виктор Тихонов. По итогам сезона 1991/92 вместе с армейским клубом стал серебряным призёром чемпионата СНГ. На драфте НХЛ 1992 года он был выбран во 2-м раунде под общим 42-м номером клубом «Нью-Джерси Девилз». Следующие два года играл за ЦСКА в Межнациональной хоккейной лиге (МХЛ). В сезоне 1993/94 Брылин участвовал в турне по Северной Америке в составе команды «Русские Пингвины», составленной из игроков российской лиги и которой предстояло провести 14 матчей с клубами Интернациональной хоккейной лиги (ИХЛ). Несмотря на то, что «Пингвины» выиграли только 2 матча, Сергей сумел хорошо себя проявить при игре на североамериканских аренах, размер площадок которых меньше европейских. По окончании сезона, Брылин получил предложение подписать контракт с задрафтовавшим его «Нью-Джерси». Пожелания родителей хоккеиста и неблагоприятная экономическая ситуация в российском хоккее способствовали согласию Сергея на переход.
За «Девилз» отыграл 13 сезонов, выиграв три Кубка Стэнли (1995, 2000 и 2003). За оборонительные качества нападающего очень ценил генеральный менеджер «Нью-Джерси» Лу Ламорелло, работавший в клубе с 1986 по 2015 год. Во время локаута в НХЛ в сезоне 2004/05 играл за воскресенский «Химик». 11 июля 2008 года, не дождавшись предложения от «Нью-Джерси», Сергей Брылин подписал контракт с питерским СКА. 23 августа 2011 года Брылин подписал однолетний контракт с новокузнецким «Металлургом». Перед началом регулярного чемпионата КХЛ был назначен капитаном команды. По окончании сезона 2011/12 завершил карьеру игрока.
В 2012 году, по окончании игровой карьеры, Брылин обсудил с Лу Ламорелло возможность тренерской работы в системе «Нью-Джерси Девилз». Ламорелло предложил должность в фарм-клубе «Нью-Джерси» в АХЛ — «Олбани Девилз». Свой первый сезон Сергей работал в команде консультантом, занимаясь преимущественно развитием молодых хоккеистов. В сезоне 2013/14 он был назначен уже ассистентом тренера в «Олбани». Позже был ассистентом тренера в других командах франшизы в АХЛ — «Бингемтон Девилз» и"Ютика Кометс". В 2022 году был назначен помощником тренера «Нью-Джерси Девилз».

## Личная жизнь
Брылин живёт в Нью-Джерси вместе с женой Еленой, с которой учился в одной школе в параллельных классах на протяжении десяти лет. У них трое детей: Анна, Фёдор и Марина. Фёдор — хоккеист.

## Статистика
| Легенда | Легенда                    | Легенда | Легенда                   | Легенда | Легенда    |
| ------- | -------------------------- | ------- | ------------------------- | ------- | ---------- |
| И       | Количество проведённых игр | Штр     | Штрафное время            | +/−     | Плюс-минус |
| Г       | Голы                       | П       | Голевые передачи          | О       | Очки       |
| -       | Статистика неизвестна      | —       | Статистика не учитывалась |         |            |

## Достижения

### Как игрок
Командные
| Год              | Команда           | Достижение                                    | Достижение |
| ---------------- | ----------------- | --------------------------------------------- | ---------- |
| Клубные          |                   |                                               |            |
| 1992             | ЦСКА Москва       | Серебряный призёр чемпионата СНГ              |            |
| 1995             | Олбани Ривер Рэтс | Обладатель Кубка Колдера                      |            |
| 1995, 2000, 2003 | Нью-Джерси Девилз | Обладатель Кубка Стэнли (3)                   |            |
| Международные    |                   |                                               |            |
| 1992             | Россия (юниор.)   | Бронзовый призёр юниорского чемпионата Европы |            |
| 1994             | Россия (мол.)     | Бронзовый призёр молодёжного чемпионата мира  |            |
| 2007             | Россия            | Бронзовый призёр чемпионата мира              |            |

Другие
| Год  | Достижение                       | Достижение |
| ---- | -------------------------------- | ---------- |
| 2003 | Заслуженный мастер спорта России |            |